# Buddhistische Konzilien
Buddhistische Konzilien dienen zur Beratung und Abklärung der authentischen Lehren des Buddha (563–483 oder 448–368 v. Chr.) bzw. ihrer wortgetreuen Weitergabe und der Fassung in kanonischer Form.
Der so entstandene buddhistische Kanon bildet die Grundlage der Lehre. Bereits mit dem zweiten Konzil entstand die Teilung in Hinayana- und Mahayana-Schulen. In der Regel waren die Konservativen auf den Konzilien stärker vertreten, ab dem dritten dienten sie hauptsächlich der Festlegung des Palikanon.
Nach den ersten vier Konzilien, die im Abstand von je etwa drei bis fünf Generationen abgehalten wurden, trat eine lange Unterbrechung ein. Erst in der Neuzeit wurde durch ein weiteres fünftes Konzil an die konziliare Tradition der buddhistischen Frühzeit angeknüpft.

## Hintergrund
Zur Lebenszeit des Buddha war es in Indien unüblich, religiöse Texte schriftlich niederzulegen. Sie wurden stattdessen mündlich durch Auswendiglernen, Wiederholen und Aufsagen tradiert.
Nach dem Tod des Buddha wurde eine umgehende Kanonisierung für notwendig gehalten. Hierzu trafen sich (laut Pali-Kanon, Cullavagga XI (Vinaya Piṭaka) und DN 16) kurz nach dem Ableben Buddhas 500 (eine ikonografisch zu verstehende Zahl) erfahrene Mönche. Auf den folgenden Konzilien wurden Neuentwicklungen in der buddhistischen Gemeinschaft diskutiert und die kanonischen Texte definiert. Es entwickelten sich heterogene Strömungen, die sich zu eigenen Schulen entfalteten, und die eigene Konzile von häufig regionaler Bedeutung einberiefen.
Zur Rezitation bestimmter Texte gab es Spezialisten, sogenannte "bhāṇaka". Weil Ānanda (der persönliche Aufwärter und getreue Gefolgsmann des Erhabenen) auf dem Ersten Konzil zu den Lehrreden befragt wurde und diese rezitierte, lautet die Einleitung bei den meisten Sūtras (Lehrreden): „So habe ich gehört“ (pāli: "evaṃ me sutaṃ").

## Die einzelnen Konzile

### Erstes Konzil (Rajagriha)

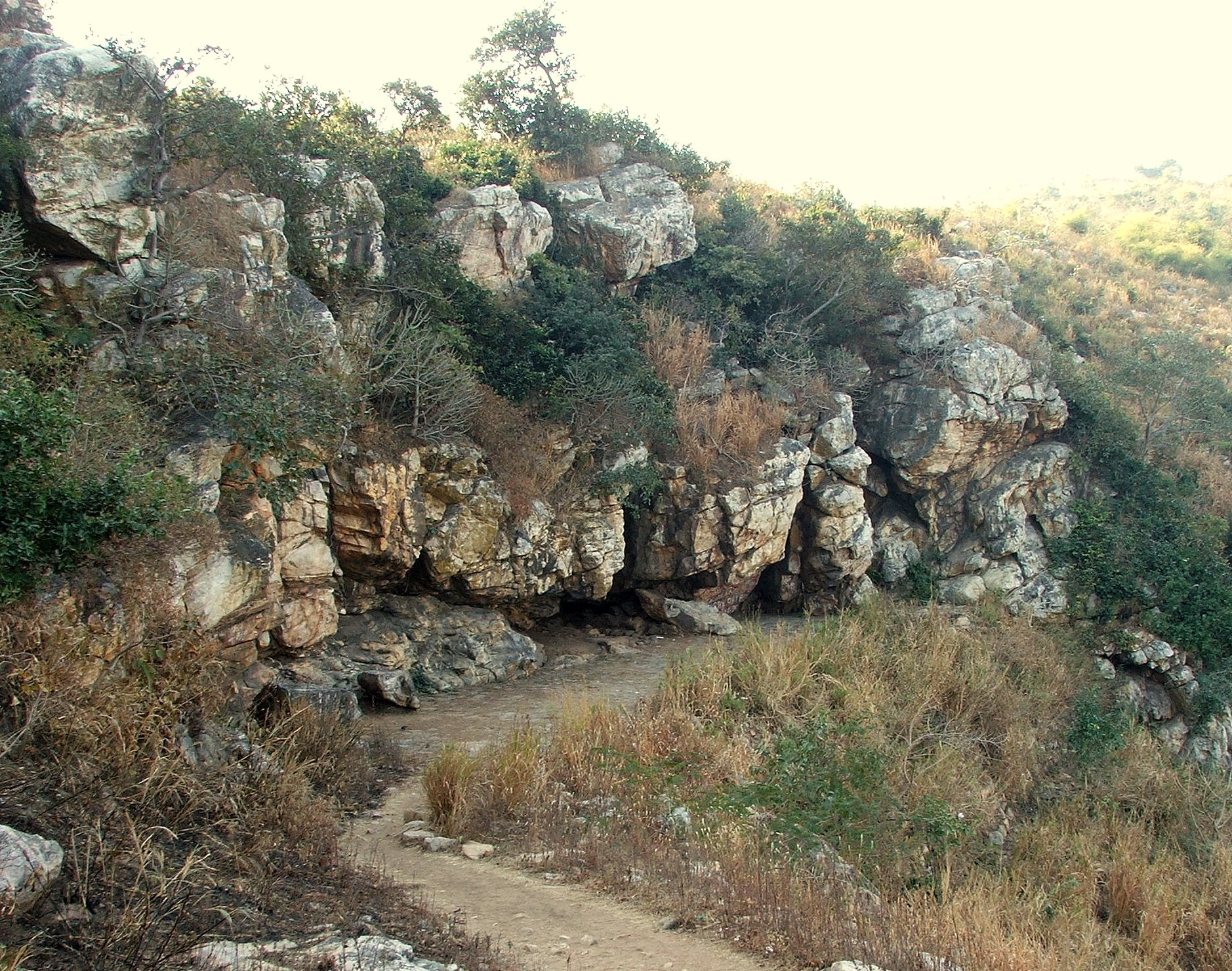
Die Saptaparni-Höhle bei Rajgir (Bihar) ist die überlieferte Stätte des Ersten Buddhistischen Konzils.

Das erste buddhistische Konzil („der Fünfhundert“) soll der Überlieferung nach unmittelbar nach dem Verlöschen des Erleuchteten (483 v.u.Z) einberufen worden sein. Man einigte sich, dass die kommende Regenzeit (ab Juni) der rechte Zeitpunkt wäre, und als Ort wählte man die Fläche vor der Saptaparni-Höhle („Siebenblatt-Höhle“, benannt nach dem duftenden Siebenblattbaum) am Nordhang des Vaibhāra-Berges bei Rajgir (ehemals rājagriha; Pāli: Rājagaha), wo Ajātasattu, der Großfürst von Magadha, eine pavillonartige Überdachung errichten ließ.
Die Überlieferung (Cullavagga XI des Vinaya-Piṭaka im Pāli-Kanon) berichtet, auf diesem Konzil sei der „Korb der Lehrreden“ (Suttapitaka), also die Lehre vom dharma, und der „Korb der Ordensregeln“ (Vinayapitaka), also die Ordensdisziplin der Mönche und der Nonnen, zusammengestellt worden. Der langjährige enge Vertraute des Buddha, Ananda, der für sein hervorragendes Gedächtnis bekannt war, soll die Lehrreden (sutta) wiedergegeben haben und Upāli, der für seine exzellenten Kenntnisse der Vorschriften bekannt war, den vinaya (die Ordensregeln). Den Abhidharma (die „höhere Lehre“, das scholastische System der Lehre) hat es zu jener Zeit noch nicht gegeben.
In Buddhaghosas Kommentar Vinaya Nidāna finden sich weitere Details. Ein anderer Text, der darüber berichtet, heißt Kāśyapasaṃgīti-sūtra und ist im chinesischen Kanon erhalten (Taishō Nr. 2027).

### Zweites Konzil (Vaishali)
Das zweite Konzil fand etwa 110 Jahre nach dem Erlöschen des Buddha, also um 383 v. u. Z., in Vaiśālī (pali: Vesālī) statt. Für dieses ist ein Redakteur, zumindest des Vinaya, gesichert. Hauptzweck der Versammlung war jedoch, die „Häretiker“ der Mahāsanghika zur Räson zu bringen, was nicht erreicht wurde, als sich diese weigerten, die Beschränkungen der „Alten“ (Stahvira) anzunehmen. So bestand zum Beispiel die Streitfrage, ob ein Mönch Salz (nein: als Lebensmittel, ja: als Medizin) über Nacht besitzen dürfe.
Die erste Spaltung der Sangha geschieht, die Mahasanghika-Schule trennt sich von den Traditionalisten. Es geht um die Frage der Mahasanghikas, ob die Sutras und das Vinaya bereits als endgültig feststehen. Diese Spaltung kennzeichnet die ersten Anfänge des Mahayana-Buddhismus.

### Drittes Konzil (Pataliputra)
Ein drittes Konzil, unter Leitung des Mönches Moggaliputta Tissa, an dem nur die „Alten“ (= Theravadins) teilnahmen, fand während der Herrschaft und auf Veranlassung des Kaisers Aśoka (unsicher: um 268- unsicher: 232 v. Chr.) in Pātaliputra (heute: Patna) statt. Auf ihm wurden noch letzte Ergänzungen zum Pali-Kanon (besonders Abidhamma) vorgenommen. Der Hauptzweck war jedoch eine „Säuberung“ der Sangha. Im Vasumitra-Manuskript findet sich die Beschreibung fünf häretischer Punkte, die geklärt werden sollten. Es entstehen die Sarvastivadin und Vibhajjavadin-Schulen.
Historisch ist nicht gesichert, ob es eines oder mehrere „Dritte“ gegeben hat. Insbesondere beschreibt das Theravada-Dipavamsa einen anderen Verlauf.
Bald danach soll der Sohn des Kaisers, Mahinda, den Buddhismus nach Ceylon gebracht haben, wo unter König Vaṭṭagāmaṇī Abhaya (regierte von 89 bis 77 v. Chr.) der Pali-Kanon schließlich aufgezeichnet wurde.

### Die zwei vierten Konzile (Sri Lanka und Kashmir)
Sri Lanka um 30 v. Chr.: Es soll in Tambapanni, dem heutigen Aluvihara bei Matale, ein Konzil stattgefunden haben, dessen Zweck die Niederlegung des Kanons war, da nicht alle Mönche über ein ausreichend gutes Gedächtnis verfügten, den ganzen Text zu behalten.
Kashmir 1. Jahrhundert: Üblicherweise gilt außerhalb des Theravada jedoch das im ersten oder zweiten Jahrhundert auf Anregung des Kuṣāṇ-Herrschers Kaniṣka abgehaltene Konzil der Sarvastivada, das entweder in Jālandhara (Punjab) oder Kuṇḍvana (Kaschmir) stattfand, als viertes. Teilgenommen haben sollen 500 Mönche unter Leitung von Vasumitra. Als Hauptergebnis gilt der Kommentar Mahā-Vibhāshā („große Exegese“).
Zu dieser Zeit bestanden schon 18 Schulen des Buddhismus. Führend waren beim Konzil die Sarvāstivādins. Der Wortlaut der Texte sei festgelegt worden und auf Kupferplatten eingeritzt worden, die wiederum in einem Reliquienschrein aufbewahrt worden sind. Platten und Schrein wurden bis heute nicht wiederentdeckt.

### Theravada-Konzil von 1788 (Bangkok)

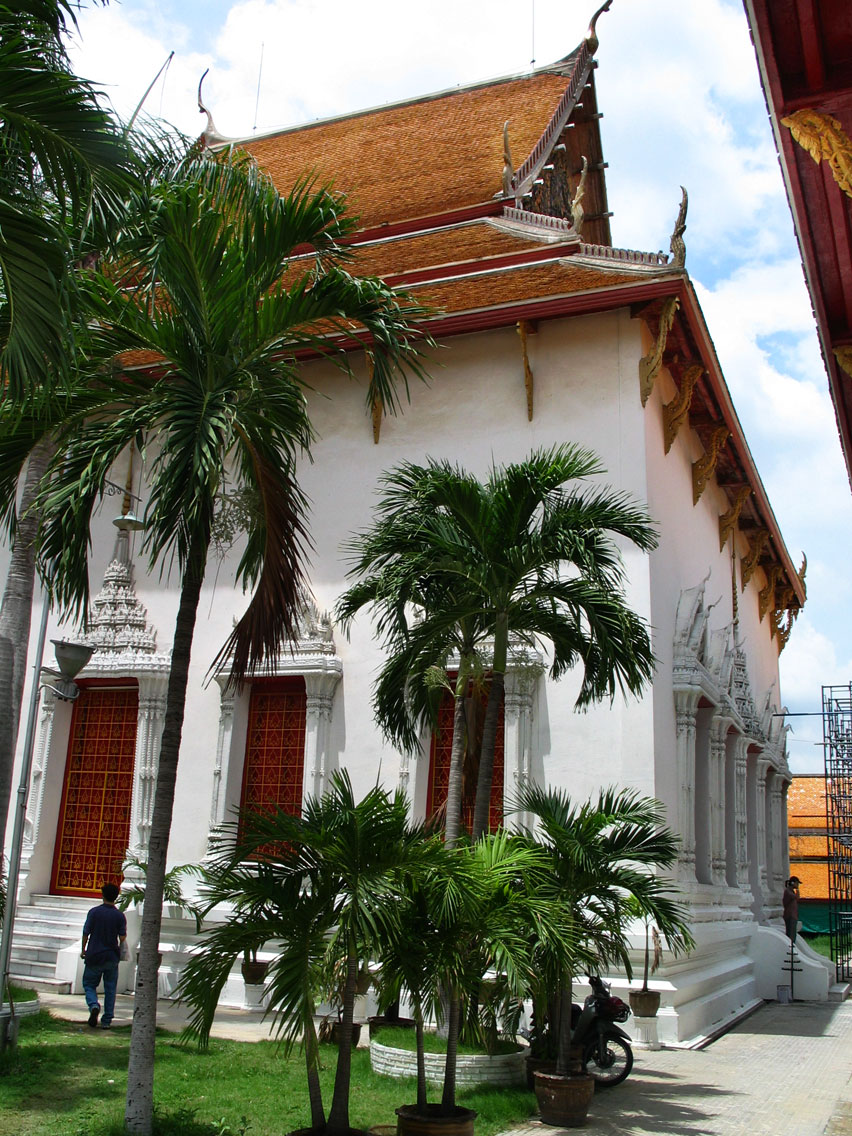
Das Konzil von 1788 trat im Wat Mahathat, Bangkok, zusammen

König Phra Phutthayotfa Chulalok (Rama I.) von Siam berief 1788 ein eigenes Konzil im Wat Phra Si Sanphet (dem heutigen Wat Mahathat) ein, mit dem erklärten Ziel, die Pali-Texte zu revidieren. Basierend darauf erschien unter Anregung von Chulalongkorn (Rama V.) 1893–1894 die erste vollständige Druckausgabe in siamesischer Schrift in 39 Bänden in Bangkok, die wiederum als Vorlage für Neumanns deutsche Übersetzung diente.
Es fanden besonders in Thailand und Burma weitere kleinere Konzile statt, die aber nur von lokaler Bedeutung, eher Synoden, waren.

### Theravada-Konzil von 1871 (fünftes Konzil, Mandalay)
Dieses fand 1868–1871 unter König Mindon Min in Mandalay statt. Unter der Leitung von Mahathera Jagarabhivamsa, dem Ew. Narindabhidhaja, und dem Ew. Mahathera Sumangalasami rezitierten fünf Monate lang 2400 Mönche und Nonnen das Tipitaka, um zu einem bereinigten Text zu kommen.
Der festgelegte Kanon wurde auf 729 Marmortafeln in der Kuthodaw-Pagode in Mandalay eingemeißelt.

### Theravada-Konzil von 1954 (sechstes Konzil, Rangun)

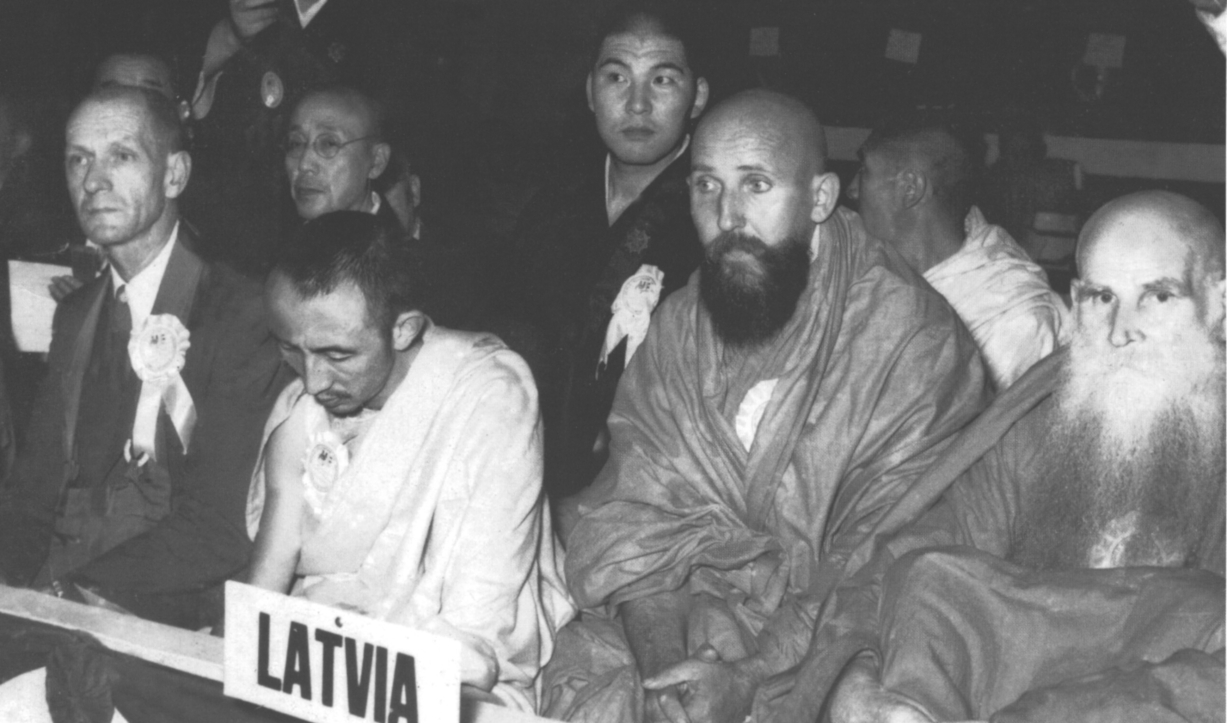
Martin Steinke (deutscher Delegierter), Kushok Bakula Rinpoche, Friedrich Voldemar Lustig und Karl Tõnisson (geb. Este, lett. Kārlis Tennison, russ. Карл Тыниссон, Ordensname: Vahindra). Die beiden letztgenannten lebten seit 1949 in einem birmanischen Kloster und waren die lettische Delegation beim Kongress der World Buddhist Federation, der parallel zur Eröffnung des 6. buddhistischen Konzils stattfand.

Abgehalten 1954–1956 zur 2500-Jahr-Feier des Verlöschens, im Kaba Aye Rangun, Burma, legte letztmals eine verbindliche Theravada-Fassung des Pali-Kanon fest, den Chaṭṭhasaṇgīti Piṭakaṃ. Als Versammlungshalle wurde die Höhle des ersten Konzils nachgebildet. Es nahmen Mönche aus allen Ländern des Theravada teil. Auch die deutschen Mönche Nyanatiloka und Nyanaponika nahmen teil. Seit 2000 ist ein von Thailand ausgehender Streit über den Inhalt des festgelegten Kanons ausgebrochen.